# Deseret News
Die Deseret News ist eine Tageszeitung aus Salt Lake City, der Hauptstadt des US-Bundesstaates Utah. Sie ist Utahs am längsten durchgehend erscheinende Zeitung und hat nach der Salt Lake Tribune die zweithöchste Auflage in ihrem Bundesstaat. Die Deseret News gehört der Deseret News Publishing Company und diese zur Deseret Management Corporation, einer Finanzholding im Besitz der Kirche Jesu Christi der Heiligen der letzten Tage (Mormonen).
In der Regel wird die politische Richtung der Redaktion als moderat bis konservativ beschrieben, entsprechend den von ihrem Besitzer, der HLT-Kirche vertretenen Werten. Zum Beispiel akzeptiert die Zeitung keine Reklame, die gegen Regeln der Glaubensgemeinschaft verstößt.
Die Redaktion bezieht beispielsweise deutlich Stellung gegen Alleinerziehende und außerehelichen Sex von Jugendlichen, der aus ihrer Sicht zu Depressionen und Suizidgedanken führe.

## Geschichte
Die Zeitung wurde 1850 gegründet. Das Wort Deseret hat nach dem Buch Mormon die Bedeutung „Land of the Honey Bee“ und hätte der Name des antizipierten Staates der Mormonen sein sollen. Während des Utah-Krieges, der militärischen Auseinandersetzung zwischen den Mormonen in den Rocky Mountains und der Regierung der USA von 1857 bis 1858, zog die Deseret News von Salt Lake City nach Fillmore, Utah um, kehrte aber später wieder zurück.
Die Zeitung ist eine der wenigen heute noch existierenden kircheneigenen Tageszeitungen weltweit.